# Avellanita
Avellanita é um género botânico pertencente à família Euphorbiaceae, apresentando uma única espécie:

## Espécie
Avellanita bustillosi Phil.

## Nome e referências
Avellanita Phil.